# Soledad Pastorutti

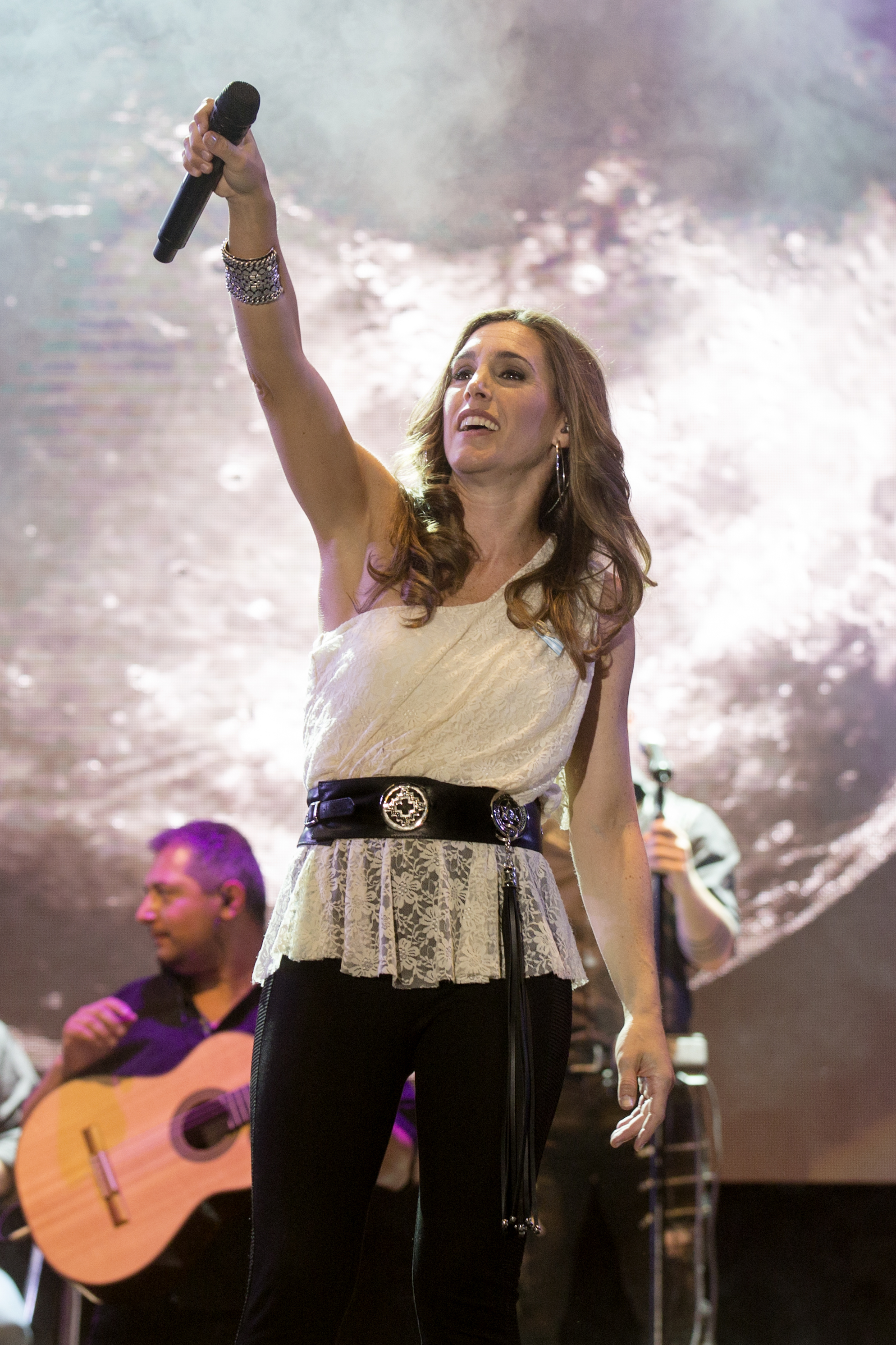
Soledad Pastorutti 2017

Soledad Pastorutti (* 12. Oktober 1980 in Arequito, Santa Fe, Argentinien) ist eine bekannte Sängerin argentinischer Folklore, Schauspielerin und TV-Moderatorin. Sie wird auch Soledad, La Sole, El Tifón oder El Huracán de Arequito genannt. Sie gehört zu den Erneuerern der argentinischen Folklore. Ihre Karriere, in der sie inzwischen mehr als zwei Millionen Alben verkauft hat, begann 1996 in Cosquín.

## Leben
Soledad Pastorutti ist die Tochter von Griselda Haydee Saccino und Omar Alberto Pastorutti und die Schwester von Natalia Pastorutti (* 1982). Sie wurde in Casilda, der Altstadt von Arequito, geboren. Ihr Vater brachte sie schon in ihrer Kindheit in Kontakt mit der argentinischen Folklore, und sie trat in der Umgebung auf.
1996 nahm sie im Alter von 15 Jahren gemeinsam mit ihrer Schwester Natalia Pastorutti am Folklorefestival in Cosquín teil und gewann den Preis für die Neuentdeckung des Jahres. Sie schloss einen Plattenvertrag mit Sony Music, die das erste Album Poncho al viento produzierten. Das Album verkaufte sich in kurzer Zeit mehr als 800.000-fach.
Pastorutti tourte durch Argentinien und trat 1997 in 181 Orten auf. Ihr zweites Album La Sole erschien, und ihre Alben führten die Charts an. Das Jahr beendete Pastorutti damit, das Gran Rex in Buenos Aires zehn Mal ausverkauft zu füllen. Aus den Konzerten entstand 1998 das erste Live-Album A mi gente.
1998 trat sie erneut häufig in Buenos Aires auf. Mit dem Lied Los sueños de todo el mundo (Die Träume der ganzen Welt) war sie auf einem Album von Sony Music anlässlich der Fußball-Weltmeisterschaft 1998 vertreten und begleitete auch offiziell die Argentinische Fußballnationalmannschaft.
In den ersten Monaten 1999 machte Pastorutti die Aufnahmen für den Film La Edad del Sol (Das Alter der Sonne), ihre ersten Erfahrungen mit dem Kino. Der Film startete am 1. Juli 1999 in den Kinos und wurde der Erfolg der Saison mit mehr als einer Million Zuschauern.
1999 erarbeitete sie mit dem kubanischen Produzenten Emilio Estefan ihr viertes Album Yo si quiero a mi país (Ich liebe mein Land), das in Miami aufgenommen wurde und das Rhythmen anderer Länder Lateinamerikas aufnimmt.
2000 wurde sie erstmals zum Festival del Huaso de Olmué im Rahmen des Festival Internacional de la Canción de Viña del Mar nach Chile eingeladen, wo sie auch mit dem Preis Gaviota de Plata ausgezeichnet wurde. Im August trat sie beim Folklorefestival in Martigues in Frankreich auf. Aus Frankreich zurück nahm sie ihr fünftes Album Soledad auf. Im Herbst trat sie beim Festival de Cine y Música Argentina im Barbican Centre in London auf.
2001 produzierte sie mit Alejandro Lerner ihr sechstes Album Libre. Erneut wurde sie Anfang 2002 zum Festival Internacional de Viña del Mar nach Chile eingeladen und mit der Antorcha de Plata ausgezeichnet. Auftritte in Argentinien, Bolivien, Brasilien, Kanada, Chile, Costa Rica, Peru und Uruguay folgten. Ende 2002 trat sie gemeinsam mit Horacio Guarany im Luna Park in Buenos Aires auf. Das Konzert erschien als Live-Album Sole y Horacio juntos por única vez (Sole und Horacio gemeinsam für ein einziges Mal).
2003 trat Pastorutti beim Festival Argentino in Miami sowie in Kalifornien auf. Sie debütierte als Fernsehschauspielerin in der Telenovela Rincón de Luz (Ecke des Lichts) der Produzentin Cris Morena. Gemeinsam mit Pablo Santos, Bassist und Musikdirektor ihrer Band, produzierte sie das Album Adonde Vayas (Wohin du gehst), das sieben von ihr geschriebene Stücke enthält.
2004 trat Pastorutti mehrfach in Tel-Aviv in Israel auf, wo sie durch Rincón de Luz populär geworden war. Sie erzielte beim Festival in Jesús María einen Besucherrekord und trat auch beim Festival im chilenischen Punta Arenas auf, bei dem sie zwei Preise erhielt.
Pastorutti ist mit Jeremías Audoglio verheiratet und hat einen Sohn (* 2010).

## Auszeichnungen

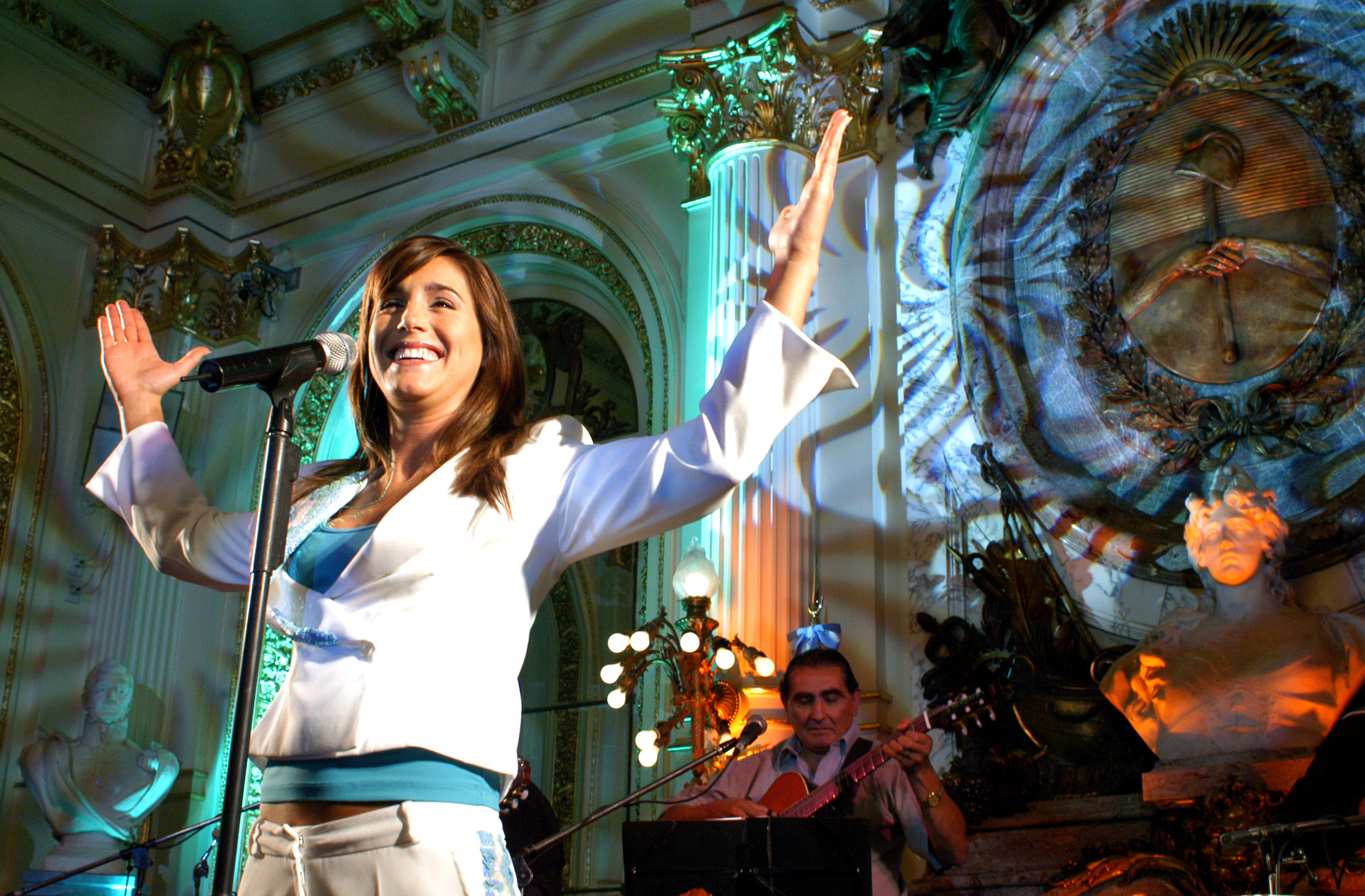
Soledad Pastorutti (2006)

- 1996: Preis für die Neuentdeckung des Folklorefestivals in Cosquín
- 2000: Gaviota de Plata, Chile
- 2002: Antorcha de Plata, Chile
- 2004: Ñandú (Künstlerpreis) und Ovejero (Publikumspreis), Punta Arenas, Chile

## Diskografie
- 1994: Pilchas gauchas
- 1996: Poncho al viento (AR: Diamant)[2]
- 1997: La sole (AR: ×7Siebenfachplatin )
- 1998: A mi gente (Livealbum; AR: ×2Doppelplatin )
- 1999: Yo sí quiero a mi país (AR: Platin)
- 2000: Mis grandes canciones
- 2000: Soledad (AR: Gold)
- 2001: Libre (AR: ×2Doppelplatin )
- 2002: Sole y Horacio juntos por única vez (Livealbum; mit Horacio Guarany; AR: Gold)
- 2003: Adonde vayas (AR: Gold)
- 2005: Diez años de soledad
- 2008: Folklore
- 2009: La fiesta juntos de verdad (Livealbum; AR: Platin)
- 2010: Vivo en Arequito
- 2014: Raíz (mit Lila Downs & Niña Pastori)
- 2015: Vivir es hoy

### Videoalben
- 2006: Música en el Salón Blanco
- 2006: En vivo en Obras
- 2009: La fiesta: juntos de verdad
- 2010: Vivo en Arequito

## Film

### Darstellerin
- 1998: Como vos y yo, Telenovela
- 1999: La edad del sol
- 2003: Rincón de luz, Telenovela
- 2009: Justo a tiempo
- 2012: Soledad y Largirucho (En trancurso)

### Regie
- 2003: Tierra de jinetes
- 2004: El llamado final
- 2007: High School Musical: La selección (Argentina)
- 2008–11: Ecos de Mi Tierra[3]